# Robert von Radetzky
Robert Wilhelm von Radetzky (* 11. Oktober 1899 in Moskau; † 27. Oktober 1989 in Berlin) war ein deutscher Lyriker und Politiker (CDU).

## Leben
Von Radetzky war der Sohn einer deutsch-baltischen Familie, die 1905 nach Brüssel auswanderte. Verheiratet war er mit Else Raddatz († 1992). Das Paar hatte zwei Kinder, Helga und Edgar.
Von Radetzky machte Abitur an der deutschen Schule in Brüssel. Er ging Ende 1918 nach Riga und nahm am russischen Bürgerkrieg in der baltischen Landeswehr teil. Bereits im Januar 1919 wurde er durch die Rote Armee gefangen genommen und in Welikije Luki vor ein Straftribunal gestellt. Nach seiner Haftentlassung 1921 übersiedelte er 1923 nach Berlin, wo er Kontakte zu anarchistischen Kreisen hatte, unter anderem zu Erich Mühsam. Er veröffentlichte seinen ersten Roman Am Rande des Bürgersteigs im Jahr 1932 in der anarchistischen Gilde freiheitlicher Bücherfreunde. Während der Zeit des Nationalsozialismus studierte er Volkswirtschaft in Berlin und wandte sich dem Christentum zu. Radetzky beteiligte sich am Widerstand gegen den Nationalsozialismus. Er gehörte zur Gruppe Roter Stoßtrupp und fungierte dort beispielsweise als Verteiler der gleichnamigen Zeitung.
1945 wurde er Mitglied der CDU in Berlin-Britz. Er arbeitete u. a. als Pressereferent in der Deutschen Zentralverwaltung für das Gesundheitswesen in der Sowjetischen Besatzungszone. Er wurde Neuköllner Bildungsstadtrat und Mitglied des Berliner Abgeordnetenhauses. Von Radetzky ist Mitbegründer der Freien Universität.

## Werke (Auswahl)
Er verfasste zahlreiche Gedichtbände nach 1945 und übersetzte aus dem Russischen und dem Französischen.
- An die toten Freunde. Baden-Baden, Minerva (1948)
- Die Dichterbühne. (1950, als Herausgeber)
- Salz und Brot. (1957)
- Unter dem Siegel der Sonnenuhr. (1960)
- Tag und Nachtgleiche. Berlin Colloquium (1963)
- Fließende Fährte. (1967)
- Fluß unter dem Eis. (1978)
- Ehe denn das Rad zerbreche. (1982)
- Im Ausgedinge. St. Michael, Bläschke, (1980)
- Silbernes Seil und goldene Schale. (1986)
- Daunen vom Vogelfluge. (1987)